# Warsaw Institute
Warsaw Institute – polski think tank założony w 2014 roku w formie fundacji, zajmujący się geopolityką. Główne obszary badawcze to: stosunki międzynarodowe, bezpieczeństwo, energetyka, historia, kultura i wszelkie kwestie kluczowe dla Polski i Europy Środkowo-Wschodniej. Prezesem zarządu fundacji był Janusz Kowalski.
Działalność Warsaw Institute skupia się na usprawnianiu procesów politycznych i decyzyjnych poprzez wykonywanie badań i dostarczanie analiz oraz praktycznych rekomendacji. Działalność dedykowana jest zarówno organizacjom rządowym i agencjom, jak i organizacjom pozarządowym, ośrodkom analitycznym, instytutom badawczym, środowisku akademickiemu, opiniotwórczym mediom i ekspertom. Poza działalnością publicystyczną Warsaw Institute organizuje i bierze udział w międzynarodowych konferencjach, spotkaniach warsztatowych i wykładach w Polsce i na świecie. Dotychczas Warsaw Institute realizował projekty między innymi z Heritage Foundation, Századvég Foundation, European Values i SNSPA. Fundacja wspiera inicjatywę Trójmorza oraz stosunki transatlantyckie.
Warsaw Institute jest organizacją niezależną, nieafiliowaną politycznie.

## Cele działalności
Celami fundacji są:
- umacnianie pozycji państwa polskiego poprzez przygotowywanie i dostarczanie analiz i opracowań dotyczących polityki gospodarczej, stosunków międzynarodowych, polityki bezpieczeństwa, wykorzystania soft power i innych
- wspieranie międzynarodowej współpracy państw, społeczeństw i organizacji pozarządowych
- wspieranie rozwoju demokracji, gospodarki i przedsiębiorczości
- umacnianie bezpieczeństwa energetycznego i bezpieczeństwa militarnego
- kultywowanie i promowanie polskich tradycji oraz rozwijanie świadomości narodowej, obywatelskiej i kulturowej

## The Warsaw Institute Review
Warsaw Institute jest inicjatorem i partnerem angielskojęzycznego kwartalnika „The Warsaw Institute Review” (ISSN 2543-9839). Prezentuje on szerokie spektrum tematów dotyczących Polski w formie artykułów analitycznych dotyczących zagadnień politycznych, prawnych, gospodarczych, społecznych, historycznych i instytucjonalnych. Autorami artykułów publikowanych w The Warsaw Institute Review są analitycy i eksperci oraz osoby mające wpływ na życie polityczne, gospodarcze i kulturalne w Polsce.

## Programy analityczne
Warsaw Institute wydaje sześć stałych programów analitycznych. W ramach swojej działalności eksperckiej fundacja przygotowuje profesjonalne analizy dostępne w formie elektronicznej w domenie publicznej.

### Russia Monitor
Russia Monitor to przegląd najistotniejszych wydarzeń dotyczących szeroko pojętego bezpieczeństwa w Rosji. Eksperci Warsaw Institute monitorują i analizują działania Kremla i podporządkowanych mu służb, aby przewidzieć ich konsekwencje nie tylko dla samej Rosji, ale przede wszystkim dla państw sąsiednich oraz państw szeroko pojętego Zachodu. Przedmiotem analiz są zarówno wydarzenia i zjawiska ściśle związane z sytuacją wewnętrzną w Rosji, jak też polityka zagraniczna Moskwy. Poruszana tematyka to kuluary polityki rosyjskiej, zmiany układu sił w aparacie bezpieczeństwa i służb specjalnych, uwarunkowania towarzyszące działaniom ofensywnym, w tym również militarnym. Opracowania dostępne są na stronie internetowej, oraz w formie aplikacji mobilnej.

### Raporty Specjalne
Stałe publikacje analityczne w formie kilkustronicowych opracowań dotyczących bieżących wydarzeń na arenie międzynarodowej, przygotowywane przez ekspertów Warsaw Institute i analityków współpracujących.

### Ukraine Monitor
Ukraine Monitor to program analityczny, którego zadaniem jest ocena sytuacji na Ukrainie oraz monitorowanie zagrożeń wynikających z napiętej sytuacji międzynarodowej w jej bezpośrednim sąsiedztwie. Program ten oprócz śledzenia bieżących informacji dotyczących wydarzeń politycznych, społecznych i ekonomicznych przedstawia ich wnioski i konsekwencje na drodze zbliżenia Ukrainy z Europą.

### Baltic Rim Monitor
Baltic Rim Monitor oferuje analizę wydarzeń dotyczących państw basenu Morza Bałtyckiego w kontekście ekonomicznym, militarnym i społecznym. Jego celem jest także obserwacja współpracy bałtycko-nordyckiej oraz monitorowanie rosyjskiej aktywności w regionie.

### Romania Monitor
Romania Monitor to program wyjaśniający kierunki rozwoju politycznego i gospodarczego Rumunii oraz prognozujący średnio- i długoterminowe zmiany w regionie. Ze względu na strategiczną rolę Rumunii jako państwa granicznego Unii Europejskiej i NATO eksperci Warsaw Institute monitorują najważniejsze doniesienia związane z obszarem bezpieczeństwa i energetyki.

### China Monitor
China Monitor to program analityczny dotyczący polityki gospodarczej i zagranicznej Chin, pomagający zrozumieć decyzje podejmowane przez władze chińskie. Jego celem jest prognozowanie konsekwencji polityki Pekinu dla gospodarki światowej, UE, państw Europy Środkowo-Wschodniej i Polski.

### MENA Monitor
MENA Monitor skupia się na regionie Bliskiego Wschodu i Afryki Północnej, analizując najważniejsze wydarzenia na obszarze od Maroka po Iran, ich konsekwencje dla państw ościennych oraz wpływ na sytuację na świecie.

### Dezinformacja
Program ten ma na celu wykonywanie profesjonalnych analiz, identyfikację i wypracowywanie metod zwalczania dezinformacji. W ramach programu ukazało się wydanie specjalne kwartalnika „The Warsaw Institute Review” zawierające raport na temat zjawiska zorganizowanej i zaplanowanej dezinformacji w Europie Środkowej i Wschodniej ze szczególnym uwzględnieniem państw Grupy Wyszehradzkiej, Ukrainy i państw bałtyckich.

### U.S. WEEKLY
U.S. WEEKLY oferuje analityczne spojrzenie na procesy geopolityczne zachodzące na arenie międzynarodowej, które w sposób bezpośredni lub pośredni oddziałują na politykę Stanów Zjednoczonych. Program powstaje we współpracy z Dziennikiem Związkowym – największym pismem polonijnym w USA. Przedruk tekstów pojawia się również m.in. w Polishexpress oraz wIrladnii.pl